# Pierre Even (cycliste)
Pour les articles homonymes, voir Even et Pierre Even.

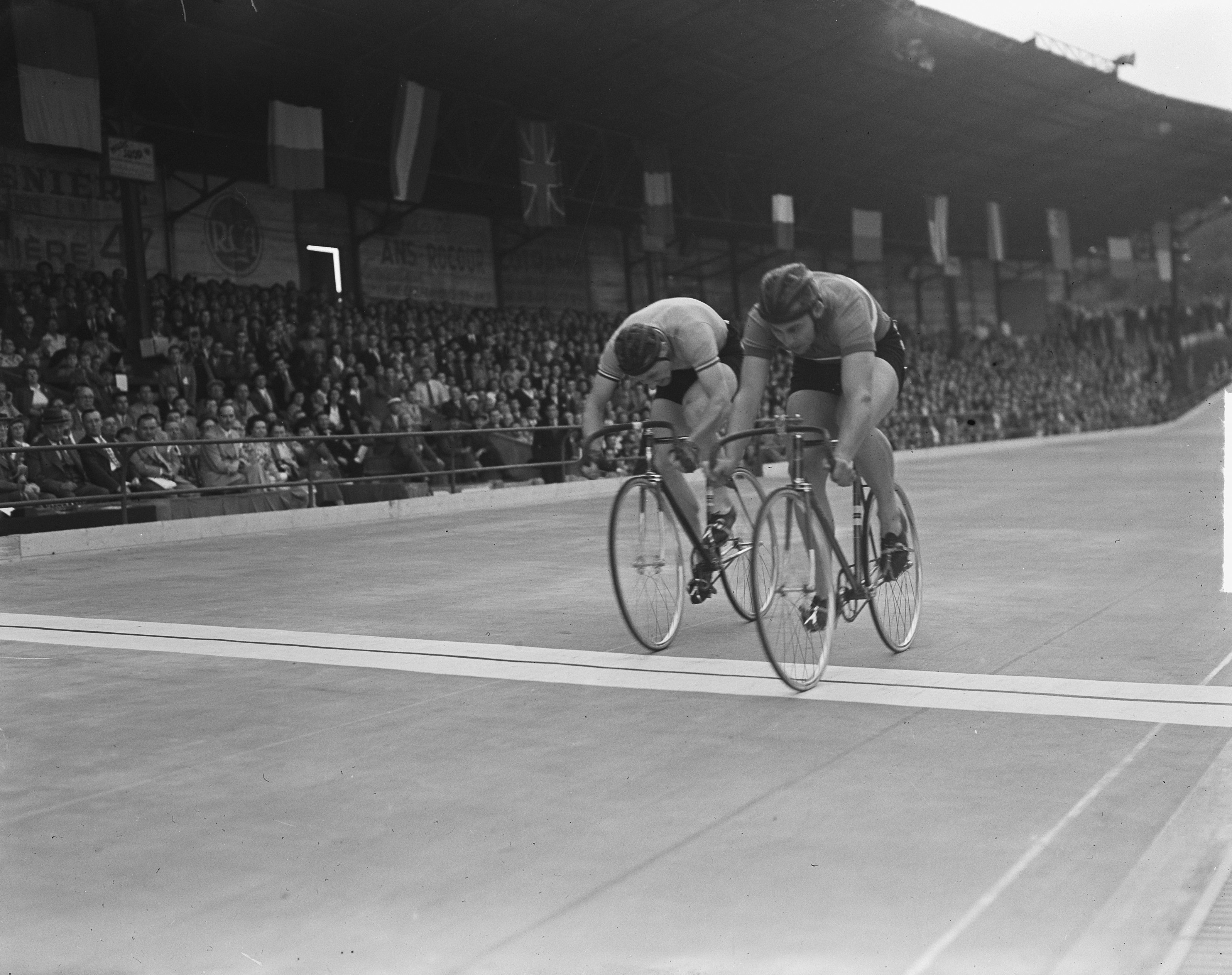
Championnats du monde 1950, demi-finale de la vitesse amateurs, Jan Hijzelendoorn (à gauche) face à Pierre Even

Pierre Jules Léon Even, né le 22 janvier 1929 à Pont-l'Évêque (Calvados) et mort le 18 mai 2001 à Caen est un coureur cycliste sur piste français spécialiste de la vitesse.

## Biographie
Il est le frère de cadet d'André Even, joueur de basket. Il commence par le basket à l'U.S. Pont-l'Évêque. Son ami Georges Senfftleben lui propose de se tourner vers le cyclisme sur piste. Il fait les championnats de France universitaires en 1948 où il fait le meilleur temps contre la montre. Il bat en série Louis Gérardin sur la piste de Trouville.
Il signe une licence au Club Vélocipédique Moulineaux-Vaugirard, tout en préparant l'école des beaux-arts. Il débute en mai 1948 à la Cipale. Demi finaliste du Grand Prix de Paris amateur en 1948. Il se classe deuxième en 1949. La même année, il est champion d'académie de vitesse et champion du monde universitaire,.
Pierre Even réalise son plus grand succès aux championnats du monde sur piste à Rocourt en 1950; il bat Sydney Patterson en série et remporte la médaille d'argent de la vitesse amateur, derrière Maurice Verdeun,.
En 1951, il est candidat au Grand Prix de Rome de peinture. Il est deuxième du Grand Prix de Paris amateur. Il participe aux championnats du monde sur piste à Milan; il chute à l'entrainement avant sa série et est éliminé en série. Il remporte la médaille de bronze des championnats de France de vitesse. Il passe professionnel en octobre.

## Palmarès sur piste

### Championnats du monde
- Rocourt 1950
  -  Médaillé d'argent de la vitesse amateur

### Jeux mondiaux universitaires
- Budapest 1949
  -  Champion du monde universitaire de la vitesse[7]

### Championnat national
- 1951 : 3e du championnat de France de vitesse

### Championnat régional
- 1951 : Champion de vitesse de l'Ile de France[16],[17]

### Grand Prix
- Grand Prix de Paris (amateur) : 2e en 1949[6] et en 1951[12]

## Vie privée
Il épouse Françoise Michelan le 12 février 1952 à Pont-l'Évêque (Calvados).